# Francesca Marcon
Francesca Marcon (ur. 7 lipca 1983 w Conegliano) – włoska siatkarka, reprezentantka kraju, grająca na pozycji przyjmującej.

## Sukcesy klubowe
Puchar Włoch:
- 2012

Puchar CEV:
- 2012

Mistrzostwo Włoch:
- 2012
- 2014, 2016, 2017

Superpuchar Włoch:
- 2012

Liga Mistrzyń:
- 2015
- 2013

## Sukcesy reprezentacyjne
Volley Masters Montreux:
- 2009

Igrzyska Śródziemnomorskie:
- 2009

Puchar Piemontu:
- 2010

## Nagrody indywidualne
- 2009 - Najlepsza przyjmująca Serie A w sezonie 2008/2009